# 红塔镇
红塔镇，是中华人民共和国湖北省十堰市房县下辖的一个乡镇级行政单位。

## 行政区划
红塔镇下辖以下地区：
七河村、高碑村、双溪村、沙坪村、塘溪村、油坪村、六谷村、古桥村、五龙村、谢湾村、邓营村、况营村、朱湾村、磨石村、桂坪村、营盘村、付畈村、五将村、大里村、李湾村、党湾村、马栏村、南潭村、潮汪村、兴胜村和黑沟村。